# Estação Los Símbolos
A Estação Los Símbolos é uma das estações do Metrô de Caracas, situada no município de Libertador, entre a Estação Ciudad Universitaria e a Estação La Bandera. Administrada pela C. A. Metro de Caracas, faz parte da Linha 3.
Foi inaugurada em 18 de dezembro de 1994. Localiza-se no cruzamento da Avenida Roosevelt com a Avenida Atabapo. Atende a paróquia de San Pedro.